# Флаг Пурпе
Флаг муниципального образования посёлок Пурпе́ Пуровского района Ямало-Ненецкого автономного округа Российской Федерации — опознавательно-правовой знак, служащий официальным символом муниципального образования.
Флаг утверждён 3 июня 2011 года решением Собрания депутатов муниципального образования посёлок Пурпе № 205 и 2 ноября 2011 года внесён в Государственный геральдический регистр Российской Федерации с присвоением регистрационного номера 7209.

## Описание
«Прямоугольное голубое полотнище голубого цвета с отношением ширины к длине 2:3, с нисходящей диагональной волнистой жёлтой полосой (шириной в 1/5 ширины полотнища), в нижнем углу у древка — жёлтое колесо, в верхнем углу у свободного края бубен жёлтого цвета».

## Обоснование символики
Флаг языком символов и аллегорий отражает природные, исторические, экономические и национальные особенности посёлка Пурпе.
Посёлок Пурпе основан на месте стоянки лесных ненцев (нещан) для дальнейшего строительства железнодорожной станции. Благодаря железной дороге и газотранспортному предприятию, Пурпе стал одним из наиболее крупных, динамично развивающихся населённых пунктов Пуровского района.
Паровозное колесо — символизирует железную дорогу — именно благодаря строительству железнодорожной станции появился посёлок. Колесо — традиционный символ движения, развития, целеустремленности и скорости.
Жёлтая волнистая полоса (река), указывает на название посёлка Пурпе, делая композицию флага гласной. Посёлок назван в честь притока реки Пяку-Пур, что в переводе с ненецкого (нещанского) означает — жёлтая река, река с жёлтой галькой.
Национальный обрядовый инструмент — бубен, символ солнца, на флаге посёлка аллегорически отражает сохранение традиций своих предков, бережное отношение к национальной культуре.
Внутри «бубна-солнца» специальным геральдическим приёмом — дамасцировкой, изображено традиционное жилище коренных малочисленных народов севера — чум и сопка считающаяся жилищем сихиртя, легендарного народа в ненецкой мифологии, обитавший в заполярной тундре до прихода ненцев.
Голубой цвет — газ, называемый «голубым топливом», образно отражает природные недра Ямала богатые углеводородным сырьём. Газ, добываемый здесь, идёт по трубопроводу в регионы России и за рубеж — на обогрев домов, производство электроэнергии, для химической и лёгкой промышленности. Голубой цвет (лазурь) — символ чести, благородства и духовности.
Жёлтый цвет (золото) — символ богатства, стабильности, уважения и интеллекта.